# Hairspray Live!
Pour les articles homonymes, voir Hairspray.
Pour plus de détails, voir Fiche technique et Distribution.
Hairspray Live! est un téléfilm américain de type television special, diffusé et joué en live, réalisé par Kenny Leon (en) et Alex Rudzinski et diffusé le 20 décembre 2016 sur le réseau NBC.
Le téléfilm est adapté de la comédie musicale Hairspray, elle-même basé sur le film homonyme de John Waters.

## Synopsis
Tracy Turnblad, une jeune fille enrobée qui vit à Baltimore, malgré son physique, elle n'a qu'une idée en tête : danser dans la célèbre émission Corny Collins Show. Par chance, ce dernier assiste à une de ses performances au lycée et lui propose de venir rejoindre son équipe.
Tracy devient très rapidement une star, s'attirant la jalousie d'Amber qui régnait jusqu'ici sur le show. Même si son poids reste un frein pour sa carrière, elle décide de profiter de sa notoriété pour lutter contre la ségrégation qui sévit.

## Fiche technique
- Titre original : Hairspray Live!
- Réalisation : Kenny Leon et Alex Rudzinski
- Scénario : Harvey Fierstein, d'après la comédie musicale Hairspray
- Musique : d'après les musiques composées par Marc Shaiman et Scott Wittman
- Chorégraphie : Jerry Mitchell
- Production : Neil Meron et Craig Zadan
- Sociétés de production : Storyline Entertainment et Universal Television
- Sociétés de distribution :
  - États-Unis : NBC (télévision) ; Universal Television (globale)
- Pays d’origine :  États-Unis
- Langue originale : anglais
- Format : couleur - 16:9 HD - son stéréo
- Durée : 165 minutes
- Genre : Musical
- Première diffusion :
  - États-Unis et Canada : 7 décembre 2016 sur NBC / Citytv (en simultané)
- Dates de sortie vidéo :
  - États-Unis : 20 décembre 2016
  - France : 28 février 2017 (vidéo à la demande)

 Sauf indication contraire, les informations mentionnées dans cette section peuvent être confirmées par la base de données cinématographiques IMDb,  présente dans la section « Liens externes ».

## Production
En janvier 2016, NBC annonce que son prochain téléfilm live serait une adaptation de la comédie musicale de Broadway, Hairspray.
En avril 2016, il est annoncé que le co-réalisateur de Grease: Live !, Alex Rudzinski, co-réaliserait le téléfilm avec Kenny Leon. La chaîne annonce aussi que Jennifer Hudson et Harvey Fierstein rejoignait la distribution. Ce dernier s'occupera aussi de l'adaptation du scénario de la comédie musicale. Peu après, Martin Short et Derek Hough rejoignent à leurs tours la distribution.
En juin 2016, Maddie Baillio décroche le rôle principal du téléfilm et Kristin Chenoweth rejoint la distribution pour interpréter Velma Von Tussle.
En juillet 2016, Ariana Grande rejoint la distribution pour le rôle de Penny Pingleton.
En août 2016, Dove Cameron et Garrett Clayton rejoignent la distribution du téléfilm. Dove Cameron jouera la fille du personnage de Kristin Chenoweth. Les deux actrices avaient déjà jouées une mère et sa fille en 2015 dans le téléfilm Descendants.

## Numéros musicaux
1. Good Morning Baltimore – Maddie Baillio
2. The Nicest Kids in Town – Derek Hough
3. Mama, I’m a Big Girl Now – Harvey Fierstein, Maddie Baillio, Andrea Martin, Ariana Grande, Kristin Chenoweth et Dove Cameron
4. I Can Hear the Bells – Maddie Baillio
5. (The Legend of) Miss Baltimore Crabs – Kristin Chenoweth
6. Ladies' Choice – Derek Hough
7. It Takes Two – Garrett Clayton et Maddie Baillio
8. Velma's Revenge – Kristin Chenoweth
9. Welcome to the 60's – Maddie Baillio, Harvey Fierstein et Sean Hayes
10. Run and Tell That! – Ephraim Sykes (en) et Shahadi Wright Joseph
11. Big, Blonde and Beautiful – Jennifer Hudson
12. (You’re) Timeless to Me – Harvey Fierstein et Martin Short
13. Good Morning Baltimore (Reprise) – Maddie Baillio
14. Without Love – Maddie Baillio, Garrett Clayton, Ariana Grande, Ephraim Sykes (en) et la distribution
15. I Know Where I've Been – Jennifer Hudson
16. (It’s) Hairspray – Derek Hough
17. Cooties – Dove Cameron
18. You Can't Stop the Beat – Maddie Baillio, Garrett Clayton, Ariana Grande, Ephraim Sykes (en), Harvey Fierstein, Martin Short, Jennifer Hudson, Kristin Chenoweth, Dove Cameron et la distribution
19. Come So Far (Got So Far To Go) – Ariana Grande et Jennifer Hudson

## Accueil

### Audience
Aux États-Unis, le téléfilm a réuni 8.92 millions de téléspectateurs avec un taux de 2.3 sur les 18-49 ans, faisant de lui le programme le plus regardé de la soirée.
Un très bon score même s'il ne parvient pas à dépasser le précédent téléfilm live de la chaîne NBC, The Wiz Live!, qui avait réuni 11.5 millions de téléspectateurs, devenant donc le téléfilm le moins regardé depuis le lancement des téléfilm live en 2013.

### Critique
Le téléfilm a reçu des critiques positives sur le site agrégateur de critiques Rotten Tomatoes recueillant 79 % de critiques positives, avec une note moyenne de 8,2/10 sur la base de 24 critiques collectées, lui permettant d'être certifié « frais » par le site. Sur le site Metacritic, il obtient un score de 66/100 sur la base de 14 critiques collectées.